# Cordylosaurus subtessellatus
Cordylosaurus subtessellatus är en ödleart som beskrevs av Smith 1844. Cordylosaurus subtessellatus är ensam i släktet Cordylosaurus som ingår i familjen sköldödlor. Inga underarter finns listade i Catalogue of Life.
Exemplaren blir ungefär 15 cm långa. Typisk för arten är den blåa svansen som kan tappas vid fara. Svansen bildas sedan åter men den blir kortare.
Arten förekommer i sydvästra Afrika i Angola, Namibia och västra Sydafrika. Den vistas i klippiga områden som kännetecknas av suckulenter och andra tåliga växter.
För beståndet är inga hot kända. Hela populationen anses vara stabil. IUCN kategoriserar arten globalt som livskraftig.